# Pascal (Mondkrater)
Pascal ist ein Einschlagkrater auf dem Mond zwischen Poncelet C im Norden und Desargues im Süden am westlichen Rand der Mondvorderseite. Der Wall ist stark eingeebnet und erodiert. Die Tiefe wird mit 4630 m angegeben.
| Buchstabe | Position           | Durchmesser | Link |
| --------- | ------------------ | ----------- | ---- |
| A         | 72,93° N, 75,03° W | 27 km       |      |
| F         | 75,65° N, 76,17° W | 26 km       |      |
| G         | 73,01° N, 66,22° W | 14 km       |      |
| J         | 72,2° N, 69,24° W  | 14 km       |      |
| L         | 73,81° N, 63,65° W | 20 km       |      |

Der Krater wurde 1964 von der IAU nach dem französischen Mathematiker Blaise Pascal benannt.